# Vošahlík (andělíček)

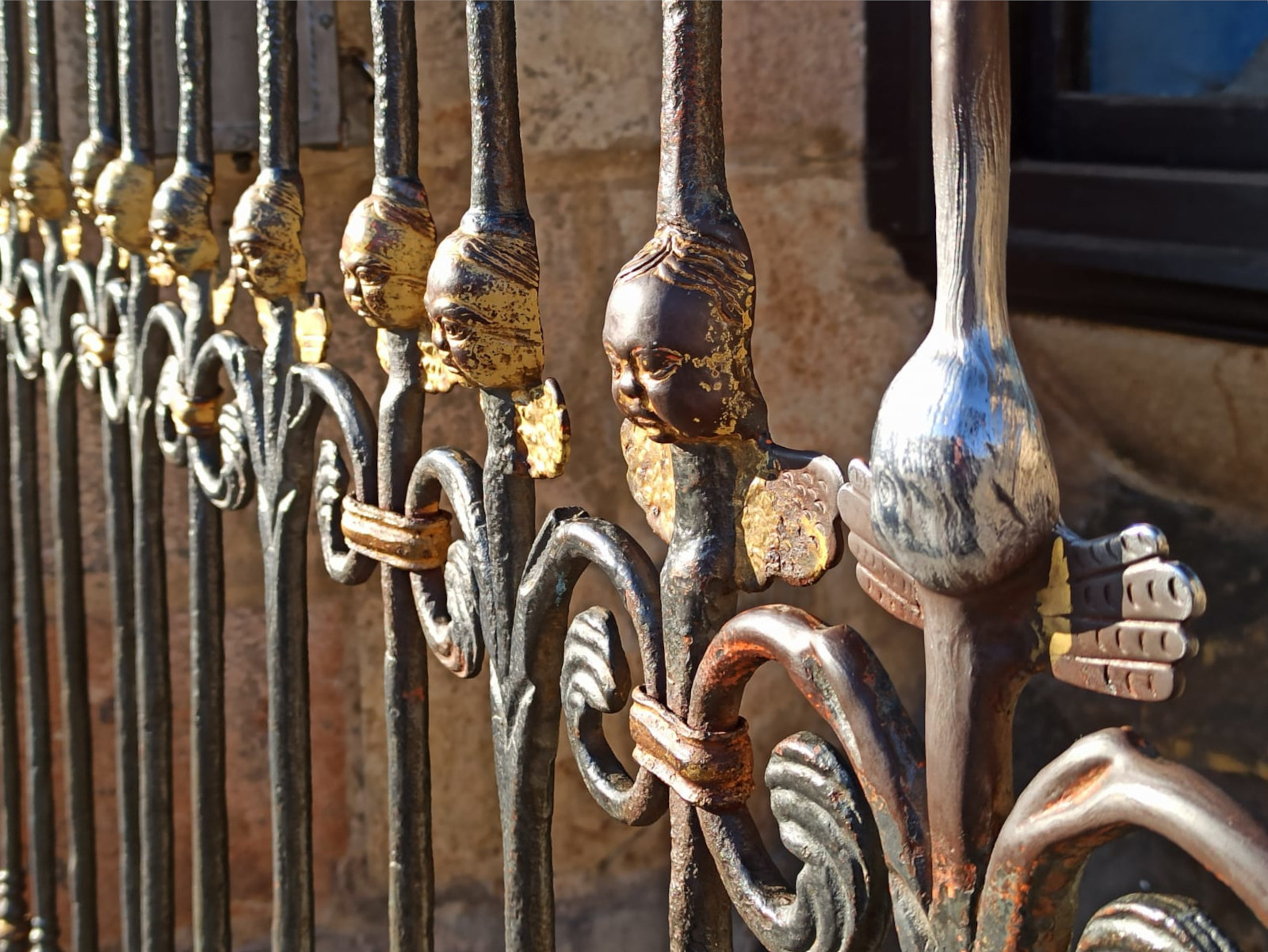
Vošahlík, kovový andělíček v Plzni.

Vošahlík (též Vošáhlík, Vošáhlo, Osahánek) je kovový andělíček na mříži vnějšího výklenku pro sousoší Olivetská hora na východní straně katedrály svatého Bartoloměje na Náměstí Republiky v Plzni. Věří se, že sáhnutí na Vošahlíka plní tajné přání. 
Mříže s andělíčky byly vyrobeny v roce 1713. Pouze jeden andělíček (Vošahlík) má mít kouzelnou moc. Denně sáhnou na Vošahlíka stovky lidí, proto jsou rysy obličeje andělíčka už značně setřené. 